# محمد أولاد
محمد أولاد (مواليد 29 أغسطس 1991 في بروكسل، بلجيكا) لاعب كرة قدم بلجيكي من أصول مغربية يجيد اللعب في مركز الوسط المهاجم وبدرجة أقل المهاجم والجناح الأيمن. يلعب حاليا لصالح النجمة في الدوري البحريني الممتاز منذ 2022.